# Olimpia Cavalli
 Olimpia Cavalli (30 de agosto de 1930 – 29 de marzo de 2012) fue una actriz italiana de cine y teatro.

## Biografía
Nacida en Cadeo, estuvo activa principalmente en las décadas de 1950 y 1960. Después de adelantar una carrera en el teatro junto a Erminio Macario, hizo su debut en el cine en 1959 en la comedia La cambiale de Camillo Mastrocinque. Después de participar en una gran cantidad de películas, incluyendo Vanina Vanini de Roberto Rossellini, The Thursday de Dino Risi y His Women de Ugo Tognazzi, en 1966 contrajo matrimonio y se retiró de la escena. Tras un largo paréntesis, retomó sus actividades en 1999, para protagonizar la película L'ultimo volo.